# 第一代利文伯爵亚历山大·莱斯利
亚历山大·莱斯利，第一代利文伯爵（英語：Alexander Leslie, 1st Earl of Leven，1580年—1661年4月4日），是苏格兰的士兵、瑞典陆军元帅，曾在苏格兰领导誓约派，参与第一次英格兰内战。